# Notáez
Notáez es una localidad y pedanía española perteneciente al municipio de Almegíjar, en la comarca de la Alpujarra Granadina, provincia de Granada, comunidad autónoma de Andalucía.

## Localización
El pueblo está situado en la umbría de una montaña sobre el valle del río Guadalfeo, entre los pueblos de Lobras y Almegíjar, a una altitud de 855 m s. n. m. Se puede llegar al pueblo a través de la carretera A-348 que va desde la localidad de Cádiar en dirección a Órgiva y Lanjarón hasta la autovía A-44. Se puede coger un desvío hacia estas misma autovía justo antes de llegar a Órgiva a través de la carretera A-346.

## Patrimonio
Posee una iglesia de estilo mudéjar con una sencilla armadura de limabordón en la nave y bóveda baída en la capilla mayor, que fue edificada sobre una mezquita entre los años 1548 y 1557. Posiblemente destruida durante la Rebelión morisca, parece que se levantó de nuevo tras la revuelta, continuando distintas obras y reformas hasta la segunda mitad del siglo XVIII, cuando se construyó una nueva sacristía y se amplió el edificio con una capilla mayor. Es el templo parroquial desde 1906, fecha en que fue constituida la parroquia.
Como muchos pueblos de La Alpujarra, las calles de Notáez son estrechas y, como elementos más característicos de la arquitectura de la comarca, destacan los denominados tinaos, especie de pasadizos con los maderos del techo encalados. También son típicos los terraos, cubiertas planas sobre los que se alzan alargadas chimeneas.

## Economía local
La mayoría de los habitantes de Notáez viven del campo, aunque muchos ya están jubilados y han vuelto al pueblo después de años fuera como emigrantes.
Las huertas, ubicadas en bancales que van escalonándose por la montaña, se riegan a través un sistema de acequias. Fueron los romanos los que domaron esta tierra para la agricultura, y ese legado aún continúa. Por las características del terreno, la maquinaria agrícola lo tiene difícil en la mayoría de los casos, por lo que las mulas, por ejemplo, son esenciales.

## Vida
En verano, vienen los hijos y los nietos de los habitantes de Notáez, la mayoría de Mallorca, Barcelona o Almería, los principales lugares donde se asentaron en los años de la emigración. El pueblo ofrece entonces un aspecto muy distinto al del resto del año. Grupos de niños jugando en la calle, partidas de cartas en la plaza, reuniones en las puertas y, los fines de semana, las escuelas, que hace tiempo que dejaron de funcionar como tales, se convierten en un improvisado bar donde tomar una caña o un refresco.

## Fiestas
Se celebran el tercer fin de semana de agosto en honor de Nuestra Señora de la Cabeza, advocación de la parroquia y considerada popularmente patrona del pueblo; cuya imagen era tenida por milagrosa y muy venerada en toda la comarca ya en 1790.